# مادونا كرمز للمثلية

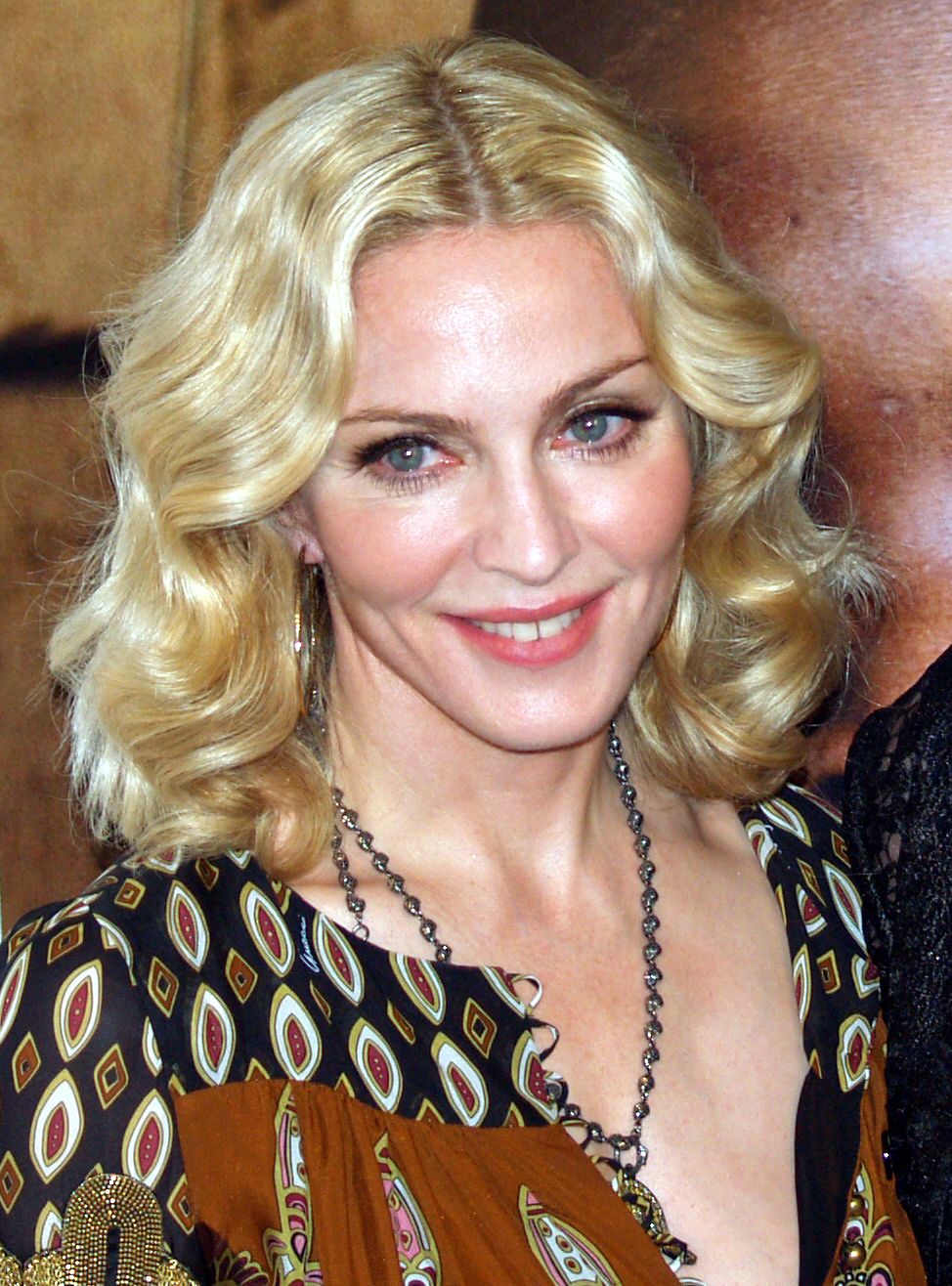
مادونا في نيويورك عام 2008 خِلالَ مهرجان تريبيكا السينمائي.

تُعتبر مادونا رمزًا لمجتمع المثليين وذلك للوقفات التي قامت بها في دعمِ هذا المجتمع. وفقًا لمجلة ذا أدفوكيت فقد أصبحت مادونا أعظمَ رمز لمثليي الجنس في الوقتِ الحالي.

## دعمُ المثليين
أعلنت مادونا عن دعمها الكامل لمجتمع المثليين حينما كانت مراهقة كما دعمت معلمها في الباليه كريستوفر فلين والذي كان مثليًا وسبقَ وأن أبدى وجهة نظرهِ بخصوص مادونا وأكّد على أنّ لها الكثير لتقدمه للعالم. أثّر كريستوفر نوعًا ما على وجهةِ نظر مادونا في موضوع المثليين وذلك بعدما كان قد عرّفها على مجتمعهم في حانات وملاهي ديترويت، ميشيغان. شجّع فلين مادونا أيضًا على الإقدام على طلبِ منحة جزئية من جامعة ميشيغان والانتقال إلى مانهاتن لمُتابعة مهنتها كراقصة محترفة.
في آب/أغسطس 2009 وأثناءَ عرض في رومانيا؛ انتقدت مادونا التمييز ضد الغجر كما تحدثت عن مناهضة التمييز ضد المثليين. قبل ذلك بعامٍ واحد وحسب ما وردَ في السيرة الذاتية للمغنيّة الأمريكيّة فقد نفرَ المنتج دايفيد فوستر حينما رأى رجلان يُقبلان بعضهما البعض لكنّ مادونا عبست وردت عليه بالقول: «ينبغي أن يُنظرَ لرجلان يُقبّلان بعضهما البعض بطريقة عاديّة جدًا!»
في حزيران/يونيو 2010؛ أصدرت مادونا بيانًا تنتقدُ فيهِ قرار سجن من مالاوي بسبب احتفالهما بعلاقتهما حيثُ قالت: «من حيث المبدأ أنا أؤمن بالمساواة في الحقوق بين جميع الناس بغض النظر عن الجنس أو العرق أو اللون أو الدين أو التوجه الجنسي. هذا الأسبوع؛ قامت شرطة مالاوي بخطوة كبيرة للخلف ... يتمّ تعبئة العالم على كُره مجتمع المثليين لذا يجبُ علينا دعمهم ودعم حقوقهم حتى يُصبحوا عاديين وأدعو الرجال والنساء من ملاوي — ومن باقي دول العالم— على تحدي هذا القرار لحفظِ كرامة الإنسان وإيمانًا منا بتساوي الحقوق بينَ الجميع.»
في تشرين الثاني/نوفمبر 2010 وخِلال مشاركتها في حلقة خاصّة في برنامج ألين دي جينيريس شو؛ تحدثت مادونا عنِ البلطجة ضدّ الأطفال والمراهقين كما ترطقت للبلطجة التي يُمارسها البعض في حقّ مثليين الجنس وخاصّة المراهقين منهم وربطت هذا بحالات الانتحار. في حديثها مع إلين؛ كشفت مادونا مجددًا كيفَ أنها أصبحت قريبة من مجتمع المثليين حينما كانت مراهقة وكيفَ تعاطفَت معَ مدربها المثلي وعاشا معًا في أمنٍ وسلام كما قالت: «لم يكن الرقص ليصيرَ مهنة لولا مجتمع المثليين.»
في حزيران/يونيو2011؛ حثت مادونا معجبيها على دعم الزواج من نفس الجنس في نيويورك ثمّ نشرت بيانًا على موقعها جاءَ فيه: «أصواتُ سكان نيويورك يجب أن تُسمع ويجبُ أن نخبر الكونجرس أننا ندعمُ الزواج من نفس الجنس ونحثه على سنّ مشروع القانون من هذا القبيل ... كل ما نحتاجه هو الحب.» وبعدَ أسبوع واحدٍ فقط من دعوتها؛ عملت السلطات في نيويورك على تقنين زواج المثليين.
في آذار/مارس 2013؛ قدّمت مادونا جائزة إلى الصحفي المثلي أندرسون كوبر في مدينة نيويورك كما ارتدت زيّ الكشافة كنوعٍ منَ الاحتجاج ضدّ الكشافة الأمريكية التي كانت قد حظرت انتسابَ المثليين لها. وذكرت في خطابها أن «أشياءَ مثل التحامل، رهاب المثلية، جرائم الكراهية، التنمر وباقي أشكال التمييز تُعدّ مظهرًا من مظاهر الخوف من المجهول ... لا يمكنك استخدام اسم الله أو الدين لتبرير أعمال العنف والكراهية والتمييز.» كما دعت إلى بدء ثورة في هذا المجال وسألت الحضور: «هل أنتم معي؟ نحنُ في عام 2013 ونعيش في أمريكا أرض الأحرار و موطن الشجعان فيها بنا.»